# ويليام جيمس فيتزجيرالد
ويليام جيمس فيتزجيرالد هو سياسي أمريكي، ولد في 1 نوفمبر 1861 في مونرو في الولايات المتحدة، وتوفي في 1911. نشط حزبياً في الحزب الجمهوري. وقد انتخب عضو مجلس نواب كنساس ‏.